# Nayeon
Im Na-yeon (Hangul: 임나연; Hanja: 壬娜璉, Seúl; 22 de septiembre de 1995), conocida artísticamente como Nayeon es una cantante, modelo, actriz, compositora y bailarina surcoreana que, después de participar en el reality show televisivo de supervivencia Sixteen en 2015, se convirtió en parte del grupo femenino, Twice formado por JYP Entertainment. Nayeon ha sido descrita como una de las vocalistas y bailarinas principales de Twice, y a menudo toma la posición de centro del grupo Nayeon es la miembro de mayor edad en Twice. Durante dos años consecutivos (2017 y 2018), fue votada como la sexta ídolo coreana más popular en la encuesta anual de música de Gallup Korea, y en 2019 fue votada en quinto lugar.

## Biografía

### Primeros años
Durante su niñez, participó en un concurso de modelaje infantil, llamando la atención de la agencia JYP Entertainment, quienes buscaron reclutarla. Sin embargo, su madre le impidió comenzar a entrenar y entrar al mundo del espectáculo de inmediato debido a su corta edad. El 15 de septiembre de 2010, Nayeon asistió en secreto a la 7.ª Audición Abierta de JYP Entertainment, después de la cual se convirtió en aprendiz de la agencia. En 2013, fue elegida como miembro de 6mix, un nuevo grupo de chicas de JYP que estaba siendo planeado, pero que nunca debutó. También hizo una aparición en el segundo episodio del drama coreano Dream High 2 de KBS2.

### 2015–presente:Sixteen, Twice y debut en solitario
En 2015, Nayeon participó en el reality show televisivo Sixteen, un concurso diseñado para elegir a los miembros fundadores de Twice, el nuevo grupo que debutaría la agencia JYP Entertainment. Como una de las nueve participantes ganadoras de la competencia, Im Na-yeon pudo unirse a la agrupación de chicas recién formada.
En octubre de 2015, Nayeon debutó oficialmente como miembro de Twice con su primer EP, The Story Begins.  En la encuesta anual de música de Gallup Corea para 2017, Nayeon fue votada como la sexta ídolo más popular en Corea del Sur, por delante de todos sus compañeros de banda. En la encuesta de 2018, volvió a ocupar el sexto lugar, recibiendo el 6,7% de los votos. En 2019, se clasificó en quinto lugar, recibiendo el 8,2% de los votos. De igual manera en dicho año, Nayeon fue clasificada como la octava ídolo femenina de K-pop más popular en una encuesta de soldados que realizan el servicio militar obligatorio en Corea del Sur.
El 24 de junio del 2022, Nayeon realizó su debut en solitario con el lanzamiento de su primer EP titulado Im Nayeon, acompañado de un videoclip del sencillo principal titulado «Pop!».
El 14 de junio de 2024, Nayeon publicó su segundo EP llamado Na con el sencillo «ABCD».[cita requerida] El 30 de mayo de 2025 publicó una regrabación de «Kimagure Romantic» de Ikimonogakari, que ganó popularidad tras su interpretación de la canción en febrero del mismo año en el Ariake Arena para el concierto Beat AX Vol. 5 organizado por Nippon Television.

## Discografía

### EP
| Álbum                                                                                  | Año | Posicionamiento en listas | Posicionamiento en listas | Posicionamiento en listas | Posicionamiento en listas | Posicionamiento en listas | Posicionamiento en listas | Certificaciones    | Ventas         |
| Álbum                                                                                  | Año | COR                       | CAN                       | EUA                       | EUA World                 | JPN                       | JPN Hot                   | Certificaciones    | Ventas         |
| -------------------------------------------------------------------------------------- | --- | ------------------------- | ------------------------- | ------------------------- | ------------------------- | ------------------------- | ------------------------- | ------------------ | -------------- |
| Im Nayeon                                                                              | - Lanzamiento: 24 de junio de 2022 - Discográfica: JYP Entertainment - Formato: CD, descarga digital, streaming | 1                         | 54                        | 7                         | 1                         | 12                        | 19                        | - KMCA: 2× Platino | - COR: 544 265 |
| Na                                                                                     | - Lanzamiento: 14 de junio de 2024 - Discográfica: JYP Entertainment - Formato: CD, descarga digital, streaming | 1                         | —                         | 7                         | 1                         | 11                        | —                         | - KMCA: Platino    |                |
| «—» indica que el álbum no alcanzó posición alguna o no fue lanzado en ese territorio. | |                           |                           |                           |                           |                           |                           |                    |                |

### Sencillos
| «Pop!»                                                                             | 2022 | 2  | 2 | 7 | 5  | Im Nayeon |
| «ABCD»                                                                             | 2024 | 95 | — | 2 | 19 | Na        |
| «Kimagure Romantic» (気まぐれロマンティック)                                       | 2025 | —  | — | — | 92 | Sin álbum |
| «—» indica que el sencillo no alcanzó posición alguna o no fue lanzado en el país. |      |    |   |   |    |           |

### Créditos de composición
Todos los créditos son adaptados de la base de datos de la Korea Music Copyright Association, a menos de que se indique lo contrario.
| Título                         | Año  | Artista    | Álbum                   | Letras | Música |
| ------------------------------ | ---- | ---------- | ----------------------- | ------ | ------ |
| «24/7»                         | 2017 | Twice      | Twicetagram             | Yes    | No     |
| «Rainbow»                      | 2019 | Twice      | Feel Special            | Yes    | No     |
| «21:29»                        | 2019 | Twice      | Feel Special            | Yes    | No     |
| «Make Me Go»                   | 2020 | Twice      | More & More             | Yes    | No     |
| "Depend on You"                | 2020 | Twice      | Eyes Wide Open          | Yes    | No     |
| «Baby Blue Love»               | 2021 | Twice      | Taste of Love           | Yes    | No     |
| «F.I.L.A (Fall in Love Again)» | 2021 | Twice      | Formula of Love: O+T=<3 | Yes    | No     |
| «Love Countdown»               | 2022 | Ella misma | Im Nayeon               | Yes    | No     |
| «All or Nothing»               | 2022 | Ella misma | Im Nayeon               | Yes    | No     |
| «Celebrate»                    | 2022 | Twice      | Celebrate               | Yes    | No     |
| «Meeeeee»                      | 2025 | Ella misma | N/A                     | Yes    | No     |

## Filmografía

### Televisión
| Año  | Título       | Cadena | Rol   |
| ---- | ------------ | ------ | ----- |
| 2012 | Dream High 2 | KBS    | Cameo |

### Programas de emisión
| Año  | Título                            | Cadena | Rol          |
| ---- | --------------------------------- | ------ | ------------ |
| 2018 | Idol Star Athletics Championships | MBC    | Presentadora |

## Premios y nominaciones
| Ceremonia de Premiación      | Año  | Categoría                            | Nominado(s) | Resultado | Ref.   |
| ---------------------------- | ---- | ------------------------------------ | ----------- | --------- | ------ |
| Genie Music Awards           | 2022 | Best Female Solo Artist              | Nayeon      | Pendiente | [ 42 ] |
| KBS World Radio K-Pop Awards | 2022 | Mejor artista solista del año        | Nayeon      | Pendiente | [ 43 ] |
| KBS World Radio K-Pop Awards | 2022 | Mejor artista del año                | Nayeon      | Pendiente | [ 43 ] |
| KBS World Radio K-Pop Awards | 2022 | Mejor canción del año                | «Pop!»      | Pendiente | [ 43 ] |
| MAMA Awards                  | 2022 | Mejor Performance de baile - Solista | «Pop!»      | Nominado  | [ 44 ] |
| MAMA Awards                  | 2022 | Mejor artista femenina               | Nayeon      | Ganador   | [ 44 ] |
| MAMA Awards                  | 2022 | Canción del año                      | «Pop!»      | Nominado  | [ 44 ] |